# Christoph Quest
Christoph Quest (8 de octubre de 1940 – 18 de enero de 2020) fue un actor, director y escritor alemán.

## Biografía
Nacido en Berlín, Alemania, era hijo de los actores Hans Quest y Charlotte Witthauer. Criado en Múnich, se formó como actor en la Escuela Otto Falckenberg. Su primer compromiso como actor tuvo lugar en Friburgo de Brisgovia, actuando después en Kiel y Wuppertal. En Berlín actuó en el Teatro Schiller y en el Freie Volksbühne, y en Hamburgo en el Teatro Thalia y en el Deutsches Schauspielhaus. Más adelante también trabajó en el Schauspielhaus de Düsseldorf y en el Schauspielhaus Zürich. Entre sus papeles teatrales más relevantes figuran el de Próspero en la obra de William Shakespeare La tempestad, Helmer en Casa de muñecas (de Henrik Ibsen), Bernick en Stützen der Gesellschaft (de Ibsen), así como los titulares de Otelo, Nathan el Sabio y Fausto. Entre los directores con los que trabajó figuran Peter Zadek, George Tabori, Jürgen Flimm y Hans Hollmann.
A partir del año 1999 Christoph Quest también actuó y dirigió representaciones de ópera. Tuvo éxito interpretando a Selim en la ópera de Wolfgang Amadeus Mozart El rapto en el serrallo, retomando el papel en dos versiones televisivas emitidas en 2000 y 2011. En la década de 2000 actuó varias veces en la Ópera de Fráncfort, representando por ejemplo , en marzo de 2007, la obra de Udo Zimmermann Weiße Rose. Como artista invitado, pudo trabajar en representaciones de ópera en el Teatro Real de la Moneda de Bruselas, el Gran teatro de Ginebra, la Royal Opera House de Londres, el Gran Teatro del Liceo de Barcelona, y la Ópera de Atlanta. Además, dentro de su país estuvo comprometido con la Staatsoper Unter den Linden de Berlín.
Quest debutó en el cine como actor en 1964 con la película Wälsungenblut, y al siguiente año actuó junto a su padre en la producción televisiva de Peter Schulze-Rohr para la NDR Über Deutschland. A partir de entonces actuó en gran número de emisiones televisivas, principalmente. En la serie SK Kölsch fue el jefe de detectives Heinrich Haupt. En 1989 interpretó a Jesús en el film Es wäre gut, dass ein Mensch würde umbracht für das Volk, uno de sus escasos papeles protagonistas.
Además de todo ello, desde sus inicios Christoph Quest fue actor radiofónico, así como actor de voz a principios de los años 1970.
Como escritor, publicó en 1995 el volumen de poesía Das Morgentor, en 2009 el libro de cuentos Menschenkinder, y en 2012 otro volumen de poesía, Ein Glockenton, y la obra teatral Wie ein Hauch.
Christoph Quest falleció en 2020 en Berlín, a los 79 años de edad, dos semanas después de su esposa, la pintora Doris Quest. La pareja fue enterrada junta el 24 de enero de 2020. El matrimonio tuvo dos hijos, y él tenía otros dos hijos fruto de un matrimonio anterior con Frauke Quest. 

## Filmografía (selección)
- 1964 : Wälsungenblut
- 1965 : Niemandsland (telefilm)
- 1965 : Die eigenen vier Wände (telefilm)
- 1965 : Über Deutschland (miniserie TV)
- 1969 : Goya (miniserie TV)
- 1970 : Tartuffe (telefilm)
- 1970 : Der Besuch (telefilm)
- 1972 : Flint (telefilm)
- 1972 : Das Klavier (telefilm)
- 1974 : Hamburg Transit (serie TV, un episodio)
- 1974 : Ein ganz perfektes Ehepaar
- 1975 : Polly oder Die Bataille am Bluewater Creek (telefilm)
- 1975–1978 : PS (serie TV, ocho episodios)
- 1978 : Union der festen Hand (serie TV)
- 1978 : Das Wunder der Erziehung (telefilm)
- 1978 : Geschichten aus der Zukunft (serie TV)
- 1979 : 1 + 1 = 3
- 1980 : Sonntagskinder
- 1982 : Muttertreu (telefilm)
- 1983 : Die Geschwister Oppermann (miniserie TV)
- 1983/1984 : Matt in 13 Zügen (serie TV)
- 1985 : Lindhoops Frau (telefilm)
- 1986 : Wanderung durch die Mark Brandenburg (telefilm)
- 1986 : Väter und Söhne (miniserie TV)
- 1988 : Spielergeschichten (serie TV)
- 1988 : Tatort (serie TV), episodio Spuk aus der Eiszeit
- 1989 : Die Staatskanzlei (telefilm)
- 1991 : Es wäre gut, daß ein Mensch würde umbracht für das Volk
- 1993 : Stadtklinik (serie TV, 28 episodios)
- 1995 : Eine Frau wird gejagt (serie TV)
- 1995 : Balko (serie TV, un episodio)
- 1995 : Hallo, Onkel Doc! (serie TV, un episodio)
- 1996 : SK Babies (serie TV, un episodio)
- 1997 : Post Mortem – Der Nuttenmörder (telefilm)
- 1997–1999 : Tanja (serie TV)
- 1998 : Parkhotel Stern (serie TV, un episodio)
- 1998 : Der König (serie TV), episodio Dr. med. Mord
- 1998 : Nicht von schlechten Eltern (serie TV, un episodio)
- 1998, 2004 : Alerta Cobra (serie TV, dos episodios)
- 1999 : Rosa Roth (serie TV, un episodio)
- 1999 : Der Clown (serie TV, un episodio)
- 1999–2006 : SK Kölsch (serie TV)
- 2000 : Gefährliche Träume – Das Geheimnis einer Frau (telefilm)
- 2000 : Ben & Maria – Liebe auf den zweiten Blick (telefilm)
- 2000 : Die Entführung aus dem Serail (telefilm)
- 1999–2002 : Herzschlag – Das Ärzteteam Nord (serie TV, 18 episodios)
- 2001–2006 : SOKO Leipzig (serie TV, tres episodios)
- 2002 : Tatort (serie TV), episodio Zartbitterschokolade
- 2002 : Edgar Wallace – Die vier Gerechten (telefilm)
- 2002 : Der kleine Mönch (serie TV, un episodio)
- 2002 : Boat Trip
- 2004 : Edel & Starck (serie TV, dos episodios)
- 2005 : Im Namen des Gesetzes (serie TV, dos episodios)
- 2011 : Die Entführung aus dem Serail (telefilm)
- 2011 : Die Frau ohne Schatten (telefilm)

## Radio
- 1969 : Dylan Thomas: Bajo el bosque lácteo, dirección de Raoul Wolfgang Schnell (Bayerischer Rundfunk/Westdeutscher Rundfunk)
- 1970 : Helmut Heißenbüttel: Zwei oder drei Porträts, dirección de Heinz Hostnig (BR/Norddeutscher Rundfunk/Saarländischer Rundfunk)
- 1978 : Alfred Andersch: Die Brandung von Hossegor, dirección de Otto Düben (NDR/Hessischer Rundfunk/SR/WDR)
- 1986 : Arno Schmidt: Christian von Massenbach. Historische Revue, dirección de Jörg Jannings (NDR)
- 2001 : Detlef Bluhm: Das Geheimnis des Hofnarren, dirección de Ulrike Brinkmann (Deutschlandradio Kultur)